# ألين شابيرو
ألين شابيرو (بالإنجليزية: Allen Shapiro) هو منتج أفلام أمريكي، ولد في 25 يوليو 1947.

## وصلات خارجية
- ألين شابيرو على موقع IMDb (الإنجليزية)
- ألين شابيرو على موقع قاعدة بيانات الفيلم (الإنجليزية)